# 한빛탑
한빛탑(영어: Hanbit Tower)은 대전광역시에서 대한민국 최초의 국제박람회기구 공인 엑스포로 열린 1993년 세계 박람회를 기념하기 위해 세워진 상징 조형물이다. 높이는 93m이다. 빛, 과학, 우주를 모티브로 외관을 설계했으며, 지혜로운 과거를 바탕으로 현재와 미래를 잇는 한줄기 빛이라는 뜻을 가진 이름과 함께 각 조형물에 엑스포와 관련된 많은 의미를 부여했다. '과거'를 뜻하는 하단부의 1,993개의 화강암은 개최년도인 1993년과 첨성대를 의미한다. 또한 '현재'를 뜻하는 중앙부는 현재의 발전된 과학 한국을 의미한다. 뿐만 아니라, '미래'를 뜻하는 윗부분의 원뿔은 미래로 뻗어나가는 한국인의 상승과 도약의 의지를 의미한다.
완공 후 개장 초기에는 한화그룹이 운영했으나, 현재는 대전마케팅공사가 직접 운영 중이다. 코로나19 바이러스로 인해 폐장되었다가 2020년 5월 21일(목)부터 재개장하였다.

## 역사
1993년에 1993년 세계 박람회를 앞두고 완공되었다. 1999년 엑스포과학공원 주변에 무료로 개방했다. 2009년 필수존치시설로 남긴다. 2014년 엑스포과학공원은 철거되고 한빛탑은 남는다고 한다. 2015년 엑스포과학공원 시설 철거한다. 2020년 코로나바이러스감염증-19로 인해 폐장되었고 같은 해 5월 21일 재개장했다. 2023년 대전특수영상영화제가 한빛탑 일원에서 열렸다.

## 높이
완공 당시 높이는 93m이다. 전망대가 지상에서 39m에 위치하고 있다. 완공 당시 대전광역시에서 가장 높은 탑이 되었다. 1993년부터 2020년까지 대전광역시에서 가장 높은 탑이다. 2021년 대전 사이언스 콤플렉스(43층, 193m)가 완공되면서 한빛탑 전망대보다 높은 전망대인 THE ART SPACE 193가 오픈하였다.

## 특징
전망대는 지상에서 39m에 위치해 있다. 올라가는 약 30초간 탑신 내부에 설치된 조명 시설을 보면서 가상의 우주 공간을 체험할 수 있고, 전망대에 도착한 후에는 주변 경관을 관람할 수 있다. 2021년 6월 9일부터는 무료 입장으로 바뀌었다.
한빛탑 야경은 한빛탑은 야간에 밝게 연출할 수 있는 경관조명을 갖추고 있다. 대전시와 대전마케팅공사에서는 주말마다 엑스포다리와 같이 경관조명을 작동하고 있다.
경관조명 점등시간은 토요일, 일요일 저녁 7시 50분경부터다. (전력수급상황이나 주변 행사에 따라서 점등시간이 변동될 수 있다.)

## 내부 시설
전망대 등이 있다.
| 층수 | 시설             |
| ---- | ---------------- |
| 2층  | 카페비노, 전망대 |
| 1층  | 안내데스크 등    |

## 갤러리

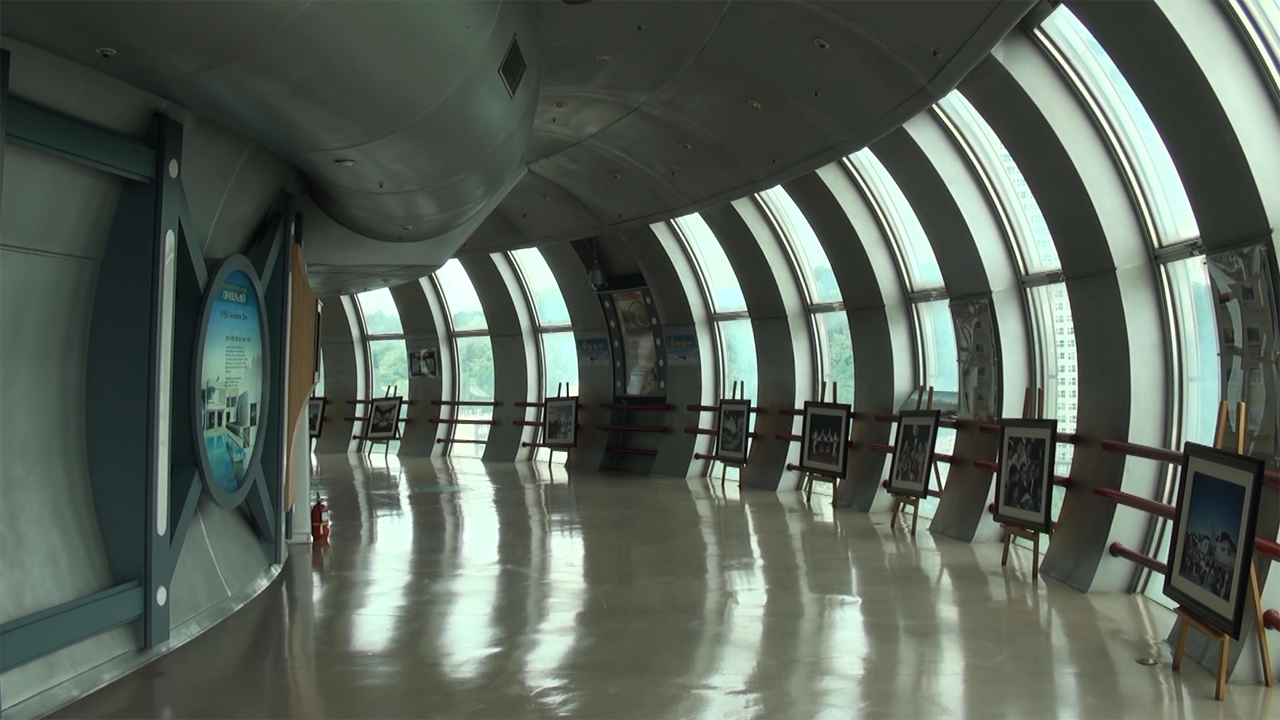
한빛탑 전망대 내부
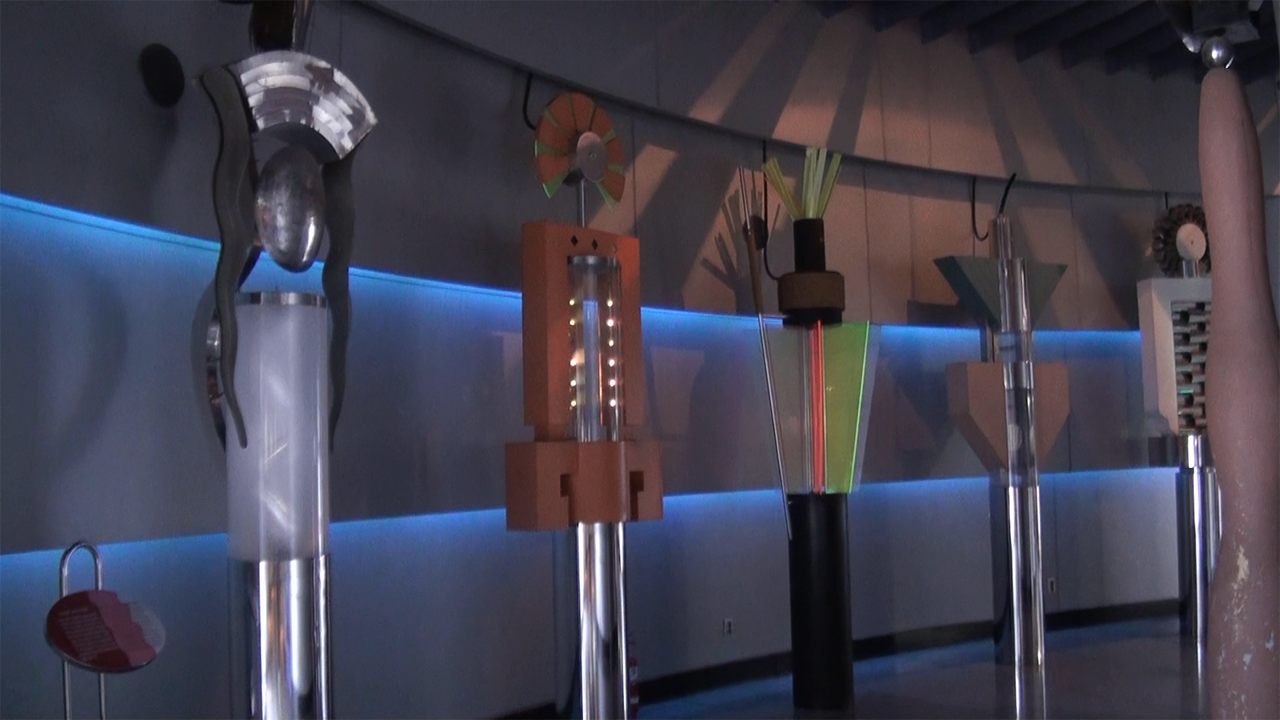
한빛탑 1층 전시물

## 같이 보기
- 대한민국의 마천루 목록
- 대전광역시의 마천루 목록
- 1993년 세계 박람회
- 엑스포과학공원
- 83타워
- N서울타워
- 부산타워
- 양산타워
- 99강원국제관광엑스포상징탑
- 경주타워
- 남동타워